# Skidskytte vid olympiska vinterspelen
Skidskytte debuterade i olympiska vinterspelen 1960 i Squaw Valley med herrarnas 20 kilometer. Vid olympiska vinterspelen 1968 i Grenoble debuterade herrarnas 4×7,5 kilometer stafett, följt av 10 kilometer sprint vid olympiska vinterspelen i Lake Placid. Från olympiska vinterspelen 1992 i Albertville, deltog damer med 15 kilometer, 3×7,5 kilometer (4×7,5 kilometer 1994-2002, och 4×6 kilometer 2006), och 7,5 kilometer sprint. Jaktstart (12,5 kilometer för herrar och 10 kilometer för damer) infördes vid olympiska vinterspelen 2002 i Salt Lake City. De 60 bästa i sprintloppet (10 kilometer för herrar och 7,5 kilometer för damer) får också vara med i jaktstart. Sprintvinnaren inleder loppet. Vid olympiska vinterspelen 2006 i Turin infördes masstart (15 kilometer för herrar och 12,5 kilometer för damer) infördes där de 30 bästa från tidigare fyra grenar fick starta tillsammans i tävlingen.
Innan skidskytte debuterade vid olympiska vinterspelen 1960, hölls militärpatrulltävlingar vid olympiska vinterspelen fyra gånger: 1924, 1928, 1936, och 1948. Officiella medaljer utdelades i militärpatrulltävlingarna 1924, medan de var demonstrationssport i de andra tre spelen.

## Grenar

### Militärpatrull
• = Officiell tävling
(d) = Demonstrationssport
| Gren           | 1924 | 1928 | 1932 | 1936 | 1948 |
| -------------- | ---- | ---- | ---- | ---- | ---- |
| Militärpatrull | •    | (d)  |      | (d)  | (d)  |

### Skidskytte
| Gren                              | 1960 | 1964 | 1968 | 1972 | 1976 | 1980 | 1984 | 1988 | 1992 | 1994 | 1998 | 2002 | 2006 | 2010 | 2014 | 2018 |
| --------------------------------- | ---- | ---- | ---- | ---- | ---- | ---- | ---- | ---- | ---- | ---- | ---- | ---- | ---- | ---- | ---- | ---- |
| Sprint damer (7,5 kilometer)      |      |      |      |      |      |      |      |      | •    | •    | •    | •    | •    | •    | •    | •    |
| Jaktstart damer (10 kilometer)    |      |      |      |      |      |      |      |      |      |      |      | •    | •    | •    | •    | •    |
| 15 kilometer damer                |      |      |      |      |      |      |      |      | •    | •    | •    | •    | •    | •    | •    | •    |
| Masstart damer (12,5 kilometer)   |      |      |      |      |      |      |      |      |      |      |      |      | •    | •    | •    | •    |
| Stafett damer (4×6 kilometer)     |      |      |      |      |      |      |      |      | •    | •    | •    | •    | •    | •    | •    | •    |
| Sprint herrar (10 kilometer)      |      |      |      |      |      | •    | •    | •    | •    | •    | •    | •    | •    | •    | •    | •    |
| Jaktstart herrar (12,5 kilometer) |      |      |      |      |      |      |      |      |      |      |      | •    | •    | •    | •    | •    |
| 20 kilometer herrar               | •    | •    | •    | •    | •    | •    | •    | •    | •    | •    | •    | •    | •    | •    | •    | •    |
| Masstart herrar (15 kilometer)    |      |      |      |      |      |      |      |      |      |      |      |      | •    | •    | •    | •    |
| Stafett herrar (4×7, 5 kilometer) |      |      | •    | •    | •    | •    | •    | •    | •    | •    | •    | •    | •    | •    | •    | •    |
| Mixstafett (2x6km + 2x7,5km)      |      |      |      |      |      |      |      |      |      |      |      |      |      |      | •    | •    |

Notera
1. ↑  Damernas stafett har körts över olika distanser: 3×7,5 kilometer (1992), 4×7, 5 kilometer (1994-2002) och 4×6 kilometer (2006)

## Medaljfördelning
| Pl. | Nation        | Guld | Silver | Brons | Totalt |
| --- | ------------- | ---- | ------ | ----- | ------ |
| 1   | Tyskland      | 19   | 21     | 12    | 52     |
| 2   | Norge         | 16   | 15     | 10    | 41     |
| 3   | Ryssland      | 10   | 4      | 8     | 22     |
| 4   | Frankrike     | 9    | 5      | 12    | 26     |
| 5   | Sovjetunionen | 9    | 5      | 5     | 19     |
| 6   | Sverige       | 5    | 3      | 6     | 14     |
| 7   | Belarus       | 4    | 3      | 3     | 10     |
| 8   | Östtyskland   | 3    | 4      | 4     | 11     |
| 9   | Slovakien     | 3    | 3      | 1     | 7      |
| 10  | OSS           | 2    | 2      | 2     | 6      |
| 11  | Kanada        | 2    | 0      | 1     | 3      |
| 12  | Västtyskland  | 1    | 2      | 2     | 5      |
| 13  | Ukraina       | 1    | 1      | 3     | 5      |
| 14  | Schweiz       | 1    | 1      | 0     | 2      |
| 15  | Bulgarien     | 1    | 0      | 1     | 2      |
| 16  | Finland       | 0    | 5      | 2     | 7      |
| 17  | Tjeckien      | 0    | 4      | 3     | 7      |
| 18  | Österrike     | 0    | 3      | 3     | 6      |
| 19  | Italien       | 0    | 1      | 5     | 6      |
| 20  | Slovenien     | 0    | 1      | 1     | 2      |
| 21  | Kazakstan     | 0    | 1      | 0     | 1      |
| 21  | Polen         | 0    | 1      | 0     | 1      |
| 23  | Kroatien      | 0    | 0      | 1     | 1      |

- Wikimedia Commons har media som rör Skidskytte vid olympiska vinterspelen.